# Non sa che sia dolore
Non sa che sia dolore, BWV 209, è una cantata profana composta da Johann Sebastian Bach ed eseguita per la prima volta nel 1747 a Lipsia.

## Storia e testo
Probabilmente Bach compose questa cantata come addio a Lorenz Albrecht Beck (1723-1768). L'autore del testo è sconosciuto.

## Partitura e struttura
L'opera è composta per soprano solista, un flauto traverso, due violini, una viola, e basso continuo.
La cantata ha cinque movimenti:
1. Sinfonia
2. Recitativo: Non sa che sia dolore
3. Aria: Parti pur e con dolore
4. Recitativo: Tuo saver al tempo e l'età contrasta
5. Aria: Ricetti gramezza e pavento

## Musica
Bach potrebbe aver tratto la sinfonia iniziale in Si minore da un componimento precedente. Essa presenta la tipica immagine barocca del "pianto". Il primo recitativo usa i principi della tonalità, forse a rappresentare il tono quasi filosofico del testo. La seguente aria con da capo è in Mi minore ed è accompagnata da un flauto obbligato. Il secondo recitativo è breve e secco, in netto contrasto con l'aria successiva, sempre in forma "da capo", in chiave maggiore e assai spumeggiante.

## Registrazioni
- Academy of St Martin-in-the-Fields, Neville Marriner. Bach Cantatas. EMI, 1973.
- Amsterdam Baroque Orchestra, Ton Koopman. J.S. Bach: Complete Cantatas Vol. 4. Erato, 1996.
- The Bach Ensemble, Joshua Rifkin. J.S. Bach: Weichet nur betrübte Shatten "Hochzeitskantate". Decca, 1989.
- Cologne Soloists Ensemble, Helmut Müller-Brühl. Maria Stader singt Kantaten von Johann Sebastian Bach. Pelca, 1965.
- Orchestra of the Bach Guild, Anton Heiller. J.S. Bach: Cantata Nr. 51; Cantata Nr. 209. Amadeo, 1952.